# 1993 en Palestine
Chronologie de la Palestine
- 1989
- 1990
- 1991
- 1992
- 1993
- 1994
- 1995
- 1996
- 1997

Cette page concerne les événements survenus en 1993 en Palestine :

## Évènements
- Première intifada (1987 - 1993)
- 16 avril : Attentat suicide de Mehola (en)  (Mehola (en) est une colonie illégale israélienne en Cisjordanie occupée).
- 9 septembre : Lettres de reconnaissance mutuelle de l'Organisation de libération de la Palestine et d'Israël.
- 13 septembre : Signature des accords d'Oslo (Ils mettent fin à la première Intifada).

## Création
- Bureau central palestinien des statistiques
- Centre pour la démocratie et les droits des travailleurs (en)
- Collège technique de Palestine (en)
- Commission indépendante des droits de l'homme (en)
- Conservatoire national de musique Edward Said (en)
- Fondation A. M. Qattan Foundation (en)
- Réseau des ONG palestiniennes

## Fermeture
- Al Fajr (quotidien, non officiel, de l'OLP)

## Naissance
- Abdallah Jaber (en), footballeur professionnel.